# Вербоватовка
Вербоватовка (укр. Вербуватівка) — село,
Вербоватовский сельский совет,
Юрьевский район,
Днепропетровская область,
Украина.
Код КОАТУУ — 1225980701. Население по переписи 2001 года составляло 860 человек .
Является административным центром Вербоватовского сельского совета, в который, кроме того, входят сёла
Долина и
Нижнянка.

## Географическое положение
Село Вербоватовка находится на левом берегу реки Малая Терновка,
выше по течению на расстоянии в 3 км расположено село Варваровка,
ниже по течению на расстоянии в 1 км расположено село Морозовское (Павлоградский район),
на противоположном берегу — сёла Вязовское-Водяное, Долина и Нижнянка.
Через село проходят автомобильная дорога Т-2107 и
железная дорога, станция Платформа 978 км.

## Экономика
- «терминал Приват Банк», ООО.
- ФХ «Зоря».

## Объекты социальной сферы
- Школа I-II ст.
- Детский сад.
- Амбулатория.
- Дом культуры.